# 최강 일요일
《급력일요일》(중국어 간체자: 给力星期天, 정체자: 給力星期天, 병음: Gěi lì xīng qí tiān 게이리싱치톈[*], 한자음: 급력성기천, Gelivable Sunday)은 중국의 후난 TV의 예능 프로그램이다. SBS의 프로그램 런닝맨을 표절한 것으로 알려져있다.